# Faustine Merret
Faustine Merret, född den 13 mars 1978 i Brest, Finistère i Frankrike, är en fransk seglare.
Hon tog OS-guld i mistral i samband med de olympiska seglingstävlingarna 2004 i Aten.